# Sønder Broby Sogn
Sønder Broby Sogn ist eine Kirchspielsgemeinde (dän.: Sogn)
auf der Insel Fyn (dt.: Fünen) im südlichen Dänemark.
Bis 1970 gehörte sie zur Harde Sallinge Herred im damaligen Svendborg Amt, danach zur Broby Kommune im
Fyns Amt, die im Zuge der  Kommunalreform zum 1. Januar 2007 in der
Faaborg-Midtfyn Kommune in der Region Syddanmark aufgegangen ist.
Im Kirchspiel leben 1398 Einwohner (Stand: 1. Januar 2023).

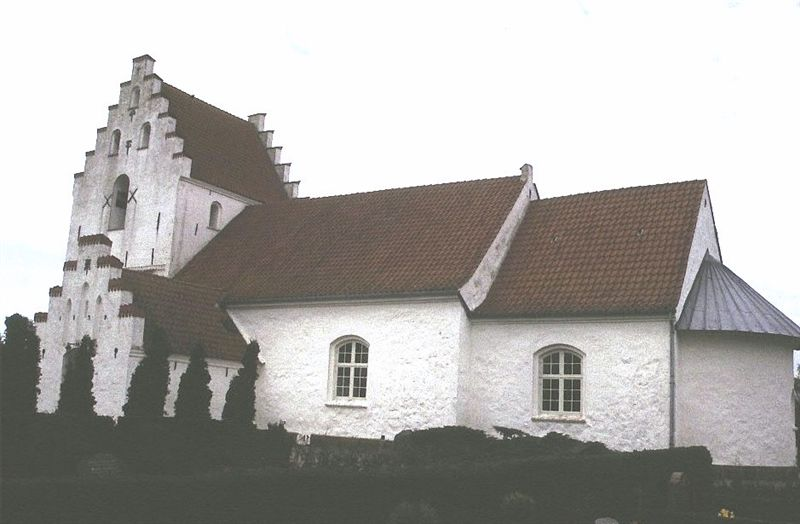
Sønder Broby Kirke

Im Kirchspiel liegt die Kirche „Sønder Broby Kirke“.
Nachbargemeinden sind im Norden Nørre Broby Sogn und Vejle Sogn, im Osten Allested Sogn und Heden Sogn, im Südosten Hillerslev Sogn und Sandholts Lyndelse Sogn und im Süden Vester Hæsinge Sogn, ferner in der westlich benachbarten Assens Kommune Jordløse Sogn und Hårby Sogn.

## Persönlichkeiten
- Harald Lindow (1886–1972), Jurist und Inspektor von Grönland